# Ermippo di Smirne
Ermippo di Smirne (III secolo a.C. – II secolo a.C.) è stato uno scrittore e biografo greco antico.

## Biografia
Seguace di Callimaco, fu appunto citato come il "callimacheo" (ό Καλλιμάχειος). La sua attività, dunque, si estese quantomeno prima della morte di Callimaco (intorno agli anni Quaranta del III secolo a.C.) alla fine del secolo, visto che scrisse una vita di Crisippo, vissuto fino a fine III secolo.

## Opere
Delle opere di Ermippo sono sopravvissuti solo frammenti, per un totale di circa novanta. Dai frammenti e dalle citazioni è possibile dedurre che, come Callimaco, Ermippo si occupò soprattutto di biografie e bibliografia.
In primo luogo, le Vite: Ermippo divenne universalmente noto per le sue Vite degli uomini illustri (Βίοι τῶν ἐν παδείᾳ διαλαμψάντων), raggruppate secondo le loro attività, dagli antichi legislatori (Peri nomothetōn, di cui sono testimoniate le vite di Licurgo e di Solone) ai Sette Sapienti (Peri tōn hepta sophōn), dai filosofi (testimoniate le vite di Alessino, Anassagora, Antistene, Arcesilao, Aristotele - la prima ad essere scritta sul filosofo, appena un secolo dopo la sua morte -, Callistene, Crisippo, Demetrio Falereo, Diodoro di Aspendo, Empedocle, Epicuro, Eraclide Pontico, Eraclito, Licone, Menedemo, Ferecide, Filolao, Platone, Pitagora - almeno in 2 libri -, Socrate, Stilpone, Teofrasto, Zenone di Elea, Diogene, Menippo, Perseo stoico) agli oratori (Gorgia, Isocrate, i discepoli di Isocrate - in almeno 3 libri, tra i quali Demostene, Esione, Iperide, Eutia -, Teocrito di Chio, Teodette, Archia, Tucidide). 

Ermippo, comunque, nonostante l'insegnamento callimacheo, sembra aver inserito nelle sue biografie aneddoti e falsificazioni, indulgendo anche a dettagli scandalistici. 

Inoltre Ermippo compilò pinakes sull'esempio del maestro Callimaco, ossia cataloghi bibliografici (ad esempio, delle opere di Teofrasto e di Zoroastro) e tramandò i testamenti dei peripatetici. Avrebbe, inoltre, composto un'opera in più volumi Sui magi, considerati come esperti di saggezza orientale, a partire dalla teologia alla stessa politica.

Ad  Ermippo è attribuito anche un poemetto astronomico, i Fenomeni, di cui restano quattro frammenti non testuali sulle costellazioni.